# La Grande Escalade
Pour plus de détails, voir Fiche technique et Distribution.
La Grande Escalade (Climbing High) est un film britannique réalisé par Carol Reed, sorti en 1938.

## Synopsis
Diana vient d'être engagée dans une agence de mannequin. Elle y rencontre Nicky, un riche jeune homme qui tombe immédiatement amoureux d'elle. Sous un pseudonyme et en cachant sa richesse, il va se faire engager dans la même agence pour être près d'elle. Mais il était presque fiancé à Lady Constance, qui en veut surtout à son argent. Ils partent faire une excursion en montagne.

## Fiche technique
- Titre original : Climbing High
- Titre français : La Grande Escalade
- Réalisation : Carol Reed
- Scénario : Lesser Samuels, d'après une histoire originale de Lesser Samuels et Marion Dix
- Direction artistique : Alfred Junge, Walter Murton (en)
- Costumes : Norman Hartnell (en)
- Direction musicale : Louis Levy
- Photographie : Mutz Greenbaum
- Son : Alexander Fisher (en)
- Montage : Michael Gordon
- Production : Michael Balcon
- Société de production : Gaumont-British Picture Corporation
- Société de distribution : Metro-Goldwyn-Mayer
- Pays d'origine :  Royaume-Uni
- Langue originale : anglais
- Format : Noir et blanc  — 35 mm — 1,37:1 — son mono
- Genre : Comédie
- Durée : 78 minutes
- Dates de sortie : 
  - Royaume-Uni : novembre 1938
  - France : 14 mars 1947

## Distribution
- Jessie Matthews : Diana
- Michael Redgrave : Nicky
- Noel Madison : Gibson
- Alastair Sim : Max
- Margaret Vyner (en) : Lady Constance
- Mary Clare : Lady Emily
- Francis L. Sullivan : le fou échappé de l'asile
- Enid Stamp Taylor (en) : Winnie
- Torin Thatcher : Jim
- Tucker McGuire (en) : Patsey
- Basil Radford : Reggie
- Athole Stewart (en) : l'oncle